# ViVe
ViVe (Visión Venezuela) ist ein venezolanischer, kultureller Fernsehsender. Er wurde von der Regierung Venezuelas im Jahr 2003 mit der Zielsetzung gegründet, die Verbreitung von Informationen im Zusammenhang mit den fortgeschrittenen politischen Vorgängen im Land und der venezolanischen Kultur, zu fördern.
Um den Empfang des Senders im ganzen Land zu ermöglichen, hat die venezolanische Regierung im Jahr 2006 erheblich in die Anschaffung von neuen Ausrüstungen, Antennen und adäquaten Anlagen investiert.
Seit dem 9. April 2007 werden mittels der spanischen Organización de Asociaciones de Televisiones Locales de España drei Programmstunden täglich auch nach Europa übertragen.